# Tapura lanceolata
Tapura lanceolata är en tvåhjärtbladig växtart som först beskrevs av Adolpho Ducke, och fick sitt nu gällande namn av Carlos Toledo Rizzini. Tapura lanceolata ingår i släktet Tapura och familjen Dichapetalaceae. Inga underarter finns listade i Catalogue of Life.